# Chrysocapsaceae
Famille
Les Chrysocapsaceae sont une famille d'algues de l'embranchement des Ochrophyta, de la classe des Chrysophyceae et de l'ordre des Chromulinales.

## Étymologie
Le nom vient du genre type Chrysocapsa, dérivé vient du grec χρυσός / khrusos, « couleur or », et du latin capsa, boite, littéralement « boite dorée ».

## Liste des genres
Selon AlgaeBase (22 janvier 2022) :
- Chrysocapsa Pascher
- Chrysocapsella Bourrelly
- Chrysochaete Rosenberg
- Chrysomorula D.E.Wujek
- Chrysopora Pascher
- Chrysotilos Pascher
- Dermatochrysis T.J.Entwisle & R.A.Andersen
- Eirmodesmus Whitford
- Geochrysis Pascher
- Gloeochrysis Pascher
- Kremastochrysis Pascher
- Kremastochrysopsis Bourrelly
- Krishnamurthya S.Chandra
- Naegeliella Correns
- Pascherella W.Conrad
- Phaeaster Scherffel
- Phaeococcus Borzì
- Sphaerochrysella Pascher